# 阿爾馬夏島
阿爾馬夏島是希臘的島嶼，位於愛琴海東部，由南愛琴大區負責管轄，屬於十二群島的一部分，長3.2公里、寬1.6公里，面積2.567平方公里，最高點海拔高度111米，島上無人居住。

## 外部連結
- Official website of the Municipality of Kasos （页面存档备份，存于） (in Greek)